# Union Pacific
L'Union Pacific Railroad Company (sigle de l'AAR: UP), abrégée en Union Pacific, filiale de l'Union Pacific Corporation, est l'une des sept compagnies de chemin de fer de classe I aux États-Unis. Elle a été fondée en 1862.
Avec 32 832 miles (soit 52 838 km), c'est celle dont le réseau de lignes principales est le plus étendu. Elle emploie environ 50 000 salariés fin 2007. Il s'agit de l'une des plus grosses compagnies de chemin de fer en Amérique du Nord puisque seul le réseau de la BNSF l'approche en termes de taille.
Son siège social se trouve depuis 2004 au 1400, Douglas Street, à Omaha (Nebraska).

## Histoire
Le réseau ferré s'étend sensiblement pendant la guerre de Sécession afin de faciliter les déplacements de troupes. Si l'Union Pacific est fondée en 1862 en tant qu'entreprise publique, elle est presque aussitôt privatisée sous l'action d'hommes d'affaires sans susciter de réaction du gouvernement. Parmi ses actionnaires figurent notamment Thomas A. Scott (en), dirigeant de Pennsylvania Railroad, Erastus Corning (en), président de New York Central, August Belmont, agent des Rothschild aux États-Unis, Leonard Jerome, boursier millionnaire, et William Dodge, magnat du cuivre. Ce groupe d'actionnaires parvient à corrompre des dirigeants politiques afin de maintenir l'entreprise privée.
L'Union Pacific reçut des subventions publiques équivalant à 48 000 dollars par mile de voie construite. Elle créa une société de « couverture », Credit Mobilier of America, afin de distribuer des pots-de-vin aux politiciens influents sans attirer l'attention sur les chemins de fer. En 1864, les subventions fédérales sont doublées.

### La construction d'une portion de la ligne transcontinentale achevée en 1869

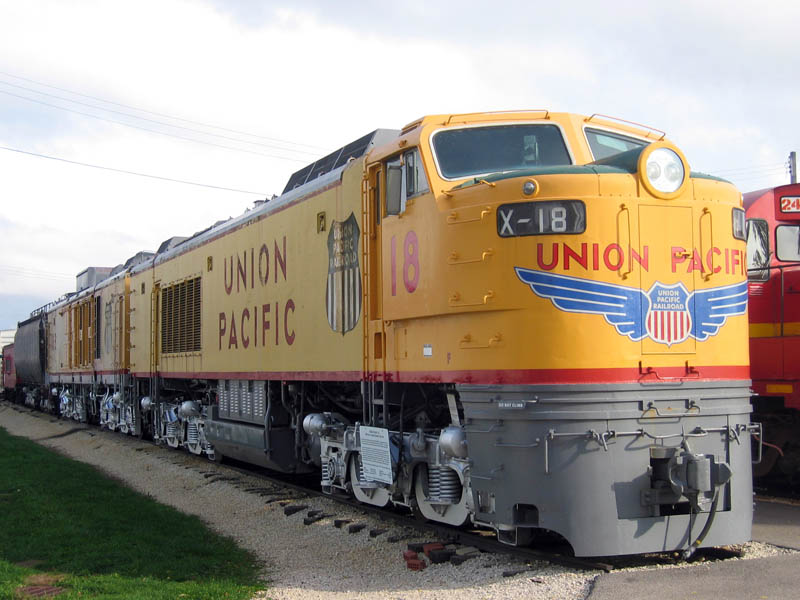
Union Pacific 18 (Illinois Railway Museum).

Au XIXe siècle, l'Union Pacific participa à l'épopée de la construction du premier chemin de fer transcontinental entre l'est et l'ouest des États-Unis. Cette aventure, qui devint une course à la plus grande portion de ligne construite, l'opposait à Central Pacific.
Il était convenu que les compagnies devaient se rejoindre en un point, défini au préalable par le gouvernement. Par ailleurs, pour chaque mile de voie posée, ce dernier versait aux
compagnies de substantiels prêts fédéraux : de 16 000 dollars en plaine à 48 000 dollars dans les Rocheuses et la Sierra Nevada. Les compagnies s'approprièrent les gares et les terrains aux alentours des voies. L'Union Pacific était présidée à l'époque par le général Dodge. La jonction a été réalisée en 1869 à Promontory Point (Utah).

### Les rachats d'entreprises après 1869
Par la suite l'Union Pacific racheta trois chemins de fer construits par les Mormons : 
- Utah Central Rail Road, reliant Ogden, Utah et Salt Lake City ;
- Utah Southern Railroad, circulant entre Salt Lake City et la vallée de l'Utah ;
- Utah Northern Railroad, reliant Ogden à l'Idaho.

Elle acheta d'autres lignes lui donnant accès à Denver (Colorado), à Portland (Oregon) et à la côte nord-ouest du Pacifique. Elle acquit ensuite Kansas Pacific (appelé à l'origine Union Pacific Eastern Division). Elle acheta aussi une ligne étroite au cœur des Rocheuses dans le Colorado, ainsi qu'une ligne standard partant de Denver, traversant le Nouveau-Mexique et arrivant au Texas ; ces deux lignes faisant partie de l'Union Pacific, Denver & Gulf Railway.

### Le scandale du Credit Mobilier of America
Credit Mobilier of America fut créé par le financier George Francis Train, vice-président de l'Union Pacific, afin d'assurer la promotion de celle-ci. Comme Credit Mobilier of America finit par corrompre des membres du Congrès afin qu'ils votent davantage de fonds en sa faveur, un scandale éclata en 1872 et l'Union Pacific fut rapidement étranglée et contrainte à la banqueroute.

### Renaissance en 1880, nouvelle faillite en 1893
L'Union Pacific se réorganisa en Union Pacific Railway le 24 janvier 1880 avec pour actionnaire majoritaire le richissime Jay Gould. La nouvelle compagnie fit à nouveau banqueroute en 1893, mais elle s'en sortit le 1er juillet 1897 et reprit son nom originel, Union Pacific Railroad. Pour cela elle vendit des portions de son réseau : l'Union Pacific Central Branch fut reprise par Missouri Pacific Railroad, et l'Union Pacific Southern Branch par Missouri-Kansas-Texas Railroad, créé en 1870. 
En septembre 1885, des Blancs armés attaquent les travailleurs chinois de l'Union Pacific à Rock Springs, dans le Wyoming, pour les expulser ; 22 Chinois sont tués. 

### La Cour Suprême contre le monopole
Rapidement l'Union Pacific redevint suffisamment puissante pour prendre le contrôle de Southern Pacific Railroad en 1901. E.H. Harriman, qui avait permis la renaissance financière de l'Union Pacific, finit par contrôler d'autres compagnies. En 1907, il détenait, en plus d'Union Pacific, Southern Pacific Railroad, Illinois Central Railroad, Oregon Short Line Railroad, Oregon Railroad and Navigation Company et Los Angeles and Salt Lake Railroad. Mais la Cour suprême considérant qu'il y avait un monopole dans la région, l'obligea à revendre Southern Pacific Railroad en 1913.
Averell Harriman fut président de 1932 à 1946. En 1936, l'Union Pacific créa la station de ski de Sun Valley (Idaho) et ses ingénieurs conçurent à cette occasion le premier télésiège. 

### Nouvelles concentrations dans les années 1980
Dans les années 1980, elle prit le contrôle de Missouri Pacific Railroad et Missouri-Kansas-Texas Railroad. En 1996, elle acquit finalement Southern Pacific Railroad, pratiquement un siècle après avoir échoué dans cette transaction. Depuis les années 2000, elle contrôle 26 % de Ferromex.
Le quartier général de l'Union Pacific — qui a toujours été localisé à Omaha (Nebraska) depuis sa création — est situé depuis 2004 dans un immeuble de grande hauteur, l'Union Pacific Center (en). La ville d'Omaha a également abrité les grands ateliers de réparations de l'Union Pacific entre 1865 et 1988. Après la destruction de ces ateliers, le vaste site bordant le fleuve Mississippi a été réhabilité.

### Histoire récente
En juillet 2025, Union Pacific annonce l'acquisition de Norfolk Southern pour 85 milliards de dollars, opération qui créerait la première entreprise ferroviaire présente tant dans l'Est du pays que dans l'Ouest.

## Activité

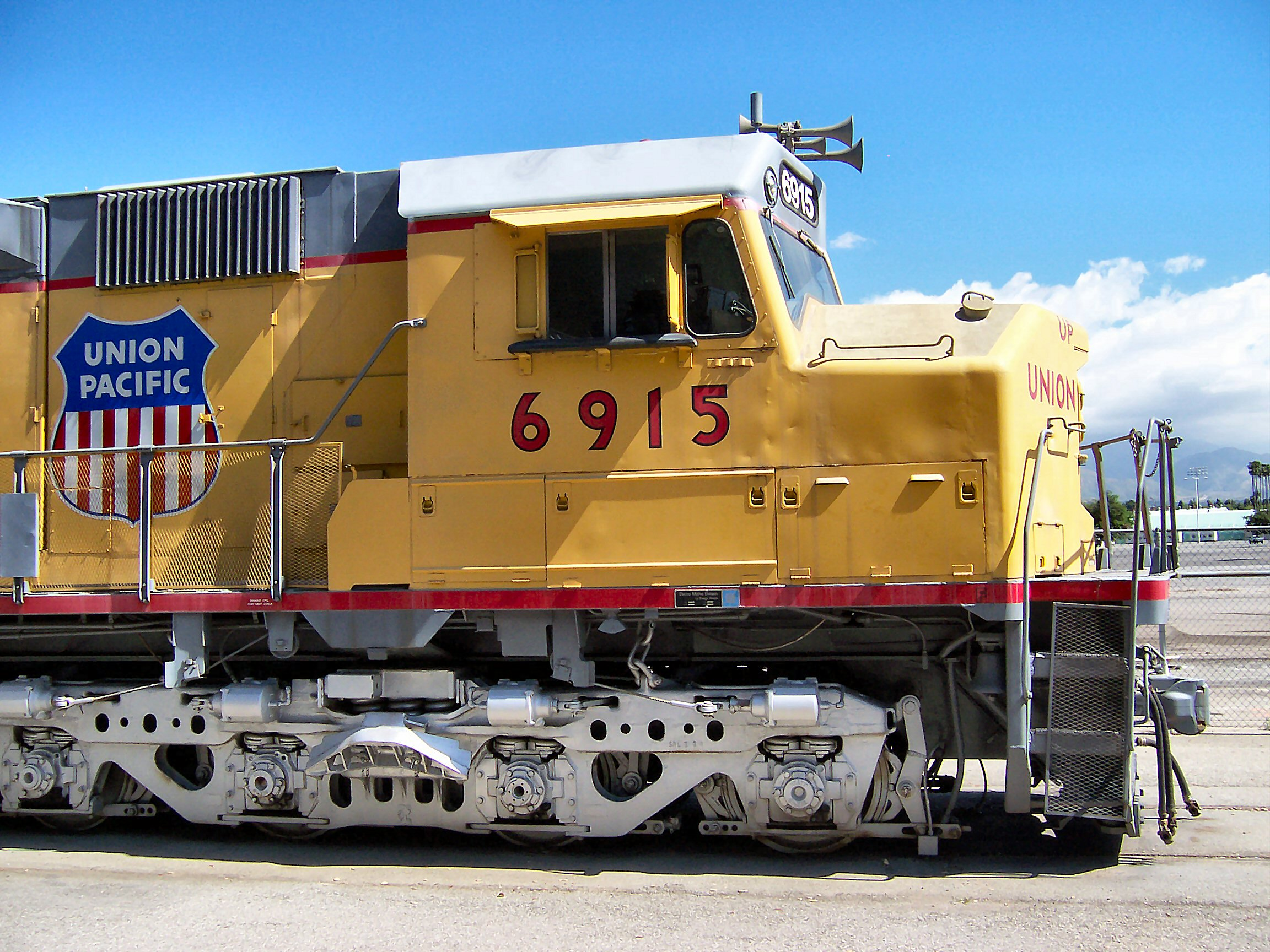
Locomotive EMD DDA40X (Fairplex, Pomona, Californie).

Comme tous les chemins de fer américains, l'Union Pacific transporte surtout des marchandises.
Le chiffre d'affaires global s'élève à 10,8 milliards de dollars en 2003 et le résultat net à 966 millions.
Les principaux segments de trafic sont :
- les produits agricoles (céréales) pour 14 % du chiffre d'affaires ;
- les automobiles (11 %) ;
- les produits chimiques (14 %) ;
- le charbon pour 22 % (240 millions de tonnes transportées annuellement) ;
- les produits industriels, essentiellement matériaux de construction, pour 20 % ;
- le transport intermodal (conteneurs et remorques routières).

### Transport de passagers
Au cours du temps, l'Union Pacific exploita les trains de voyageurs suivants : 
- le Challenger (exploité conjointement avec Chicago and North Western Railway jusqu'en octobre 1955, puis avec Milwaukee Road) ;
- le City of Denver (exploité conjointement avec Chicago and North Western Railway jusqu'en octobre 1955, puis avec Milwaukee Road) ;
- le City of Las Vegas, puis le Las Vegas Holiday Special de 1956 à 1967 ;
- le City of Los Angeles (exploité conjointement avec le Chicago and North Western Railway jusqu'en octobre 1955, puis avec Milwaukee Road). Ce fut le dernier train de voyageurs à circuler sous les couleurs de l'Union Pacific.
- Le City of Portland (exploité conjointement avec Chicago and North Western Railway jusqu'en octobre 1955, puis avec Milwaukee Road) ;
- le City of Salina (1934–1940) ;
- le City of San Francisco (exploité conjointement avec Chicago and North Western Railway et Southern Pacific Railroad jusqu'en octobre 1955, puis avec Milwaukee Road sur l'étape Chicago-Omaha) ;
- le City of St. Louis ;
- le Columbine (reliant Chicago à Denver, à partir des années 1920) ;
- le Los Angeles Limited (en service à partir de 1905) ;
- l'Overland Flyer, renommé Overland Limited en 1890 (de 1887 à 1963) ;
- le Portland Rose (en service entre Chicago et Portland, à partir des années 1920).

L'Union Pacific assura un service voyageur sur son historique Overland Route (en), de 1869 jusqu'au 1er mai 1971. Depuis cette date, c'est l'Amtrak qui assure, pour les longues distances, l'exploitation des trains de voyageurs dans tout le pays. 
Certaines circulations de l'Amtrak empruntent les voies de l'Union Pacific : 
- le Sunset Limited qui relie Los Angeles (Californie) à La Nouvelle-Orléans (Louisiane) avec, à partir de 1993, une vraie liaison transcontinentale jusqu'à Orlando (mais cette extension vers la Floride a cessé en 2005 à la suite des dégâts causés par l'Ouragan Katrina) ;
- le Texas Eagle qui relie Chicago (Illinois) à Los Angeles via San Antonio (Texas) ;
- le California Zephyr qui va de Chicago  à Emeryville (desserte de San Francisco, Californie).

Actuellement, l'Union Pacific assure un service voyageur pour le Metra (laisons de banlieue à Chicago) : 
- l'Union Pacific / North Line de Chicago Ogilvie Transportation Center vers Kenosha, Wisconsin (Wisconsin) ;
- l'Union Pacific / Northwest Line de Chicago Ogilvie Transportation Center vers Harvard (Illinois) ;
- l'Union Pacific / West Line de Chicago Ogilvie Transportation Center vers Elburn (Illinois).

## Matériel

### Réseau
En 2010, le réseau de l'Union Pacific dessert 23 États dans le centre et l'Ouest des États-Unis. Il relie les grands ports de la côte du Pacifique et du golfe du Mexique, et est en contact au sud avec le réseau mexicain et au nord avec les réseaux canadiens. La liaison avec l'Est des États-Unis est assurée par quatre plates-formes situées à Chicago, Saint-Louis, Memphis et La Nouvelle-Orléans.
Ce réseau comprend 32 800 miles de lignes principales, dont 27 500 sont la propriété de la compagnie et le reste, soit 5 300 miles, sont utilisés dans le cadre de droits de trafic négociés avec d'autres compagnies. Il est en concurrence avec le réseau de la Burlington Northern and Santa Fe Railway (BNSF) qui exploite des lignes plus ou moins parallèles sur les mêmes corridors de l'Ouest américain. Il est plutôt complémentaire des grandes compagnies de l'Est américain, CSX Transportation et Kansas City Southern Railway (KCS).

### Matériel roulant
- Locomotives : 6 900, âge moyen 14,9 ans ;
- Wagons : 62 900, âge moyen 22,5 ans.

## Service de police
Comme pour la plupart des autres compagnies majeures, la compagnie embarque des « agents spéciaux » dotés d'un pouvoir fédéral pour les arrestations. Ils enquêtent sur des incidents majeurs comme les déraillements, les sabotages, les accidents aux passages au niveau, mais aussi sur des faits mineurs comme la traversée des voies devant un train, le vandalisme, les graffitis, et autres vols concernant la compagnie ou les usagers. L'UP Police Department et le terme « Special Agent » servirent de modèle lors de la création du FBI en 1907.

## Logo et livrées
L'Union Pacific est la seule compagnie de classe I à n'avoir jamais changé de nom depuis sa création ; son logo est le même depuis 1886, et sa livrée jaune date des années 1930. 
Pour les vapeurs, la boite à fumée et le foyer étaient peints en graphite et le reste en noir. Puis à la fin des années 1940 et jusqu'en 1952, certaines locomotives pour trains de voyageurs unifièrent leurs couleurs à celles de leurs voitures : gris clair avec une bande gris foncé courant sur les flancs. La bande grise était initialement bordée par un filet gris aluminium, puis jaune, avec des inscriptions jaunes à l'intérieur de cette bande. Puis à partir de 1952, les locomotives retrouvèrent leurs livrées d'origine. Les voitures de voyageurs furent repeintes en jaune. 
La livrée des locomotives diesels-électriques adoptée par l'Union Pacific en 1930 est la plus ancienne toujours en usage parmi les compagnies de chemin de fer américain de classe I. Les 2/3 des flancs sont peints en Armour Yellow (couleur utilisée par l'Armour Meat Company) ; une fine bande rouge en haut et en bas  fait la séparation avec la toiture et la caisse peintes en Harbor Mist Gray; les lettres et les chiffres sont en rouge. Depuis 2005, une nouvelle réglementation de la Federal Railroad Administration (en) (FRA) impose une bande réfléchissante jaune en bas des flancs de la locomotive qui remplace donc celle d'origine en rouge.
Le blason à la bannière étoilée, adopté dès 1886, figure parfois depuis 2000 avec des ailes bleues. Plus récemment certaines machines reçoivent sur les flancs la bannière étoilée avec le slogan « Building America » à la place de l'inscription « UNION PACIFIC ». Dans la seconde moitié de 2005, l'Union Pacific présenta une nouvelle série de locomotives EMD SD70ACe en livrée Heritage Colors en hommage aux chemins de fer acquis par la société depuis les années 1980. Le numéro de la machine représente l'année de son rachat. Les 3 machines déjà repeintes commémorent Missouri Pacific (UP 1982), Western Pacific (UP 1983), et Missouri Kansas Texas (UP 1988). Entre juin et août 2006, trois autres machines reçurent les couleurs Chicago & North Western (UP 1995), Southern Pacific (UP 1996) et Denver & Rio Grande Western (lequel racheta Southern Pacific en 1988, mais adopta son nom, jugé plus réputé).
Récemment, une SD70ACe fut présentée avec l'inscription « George Bush 41 » sur les côtés et avec une livrée ressemblant à celle d'Air Force One.

## Culture

### Cinéma
L'histoire de la construction de l'Union Pacific pendant la conquête de l'Ouest est une source d'inspiration pour le cinéma, avec par exemple :
- Pacific Express, un film américain sorti en 1939 réalisé par Cecil B. DeMille, retraçant la création de l'activité.
- Hell on Wheels, une série américaine sortie en 2011. Créée par Joe Gayton et Tony Gayton, elle est diffusée aux États-Unis depuis le 6 novembre 2011 sur la chaîne AMC, et en France depuis le 15 mai 2012 sur OCS Max et D8.

### Patrimoine

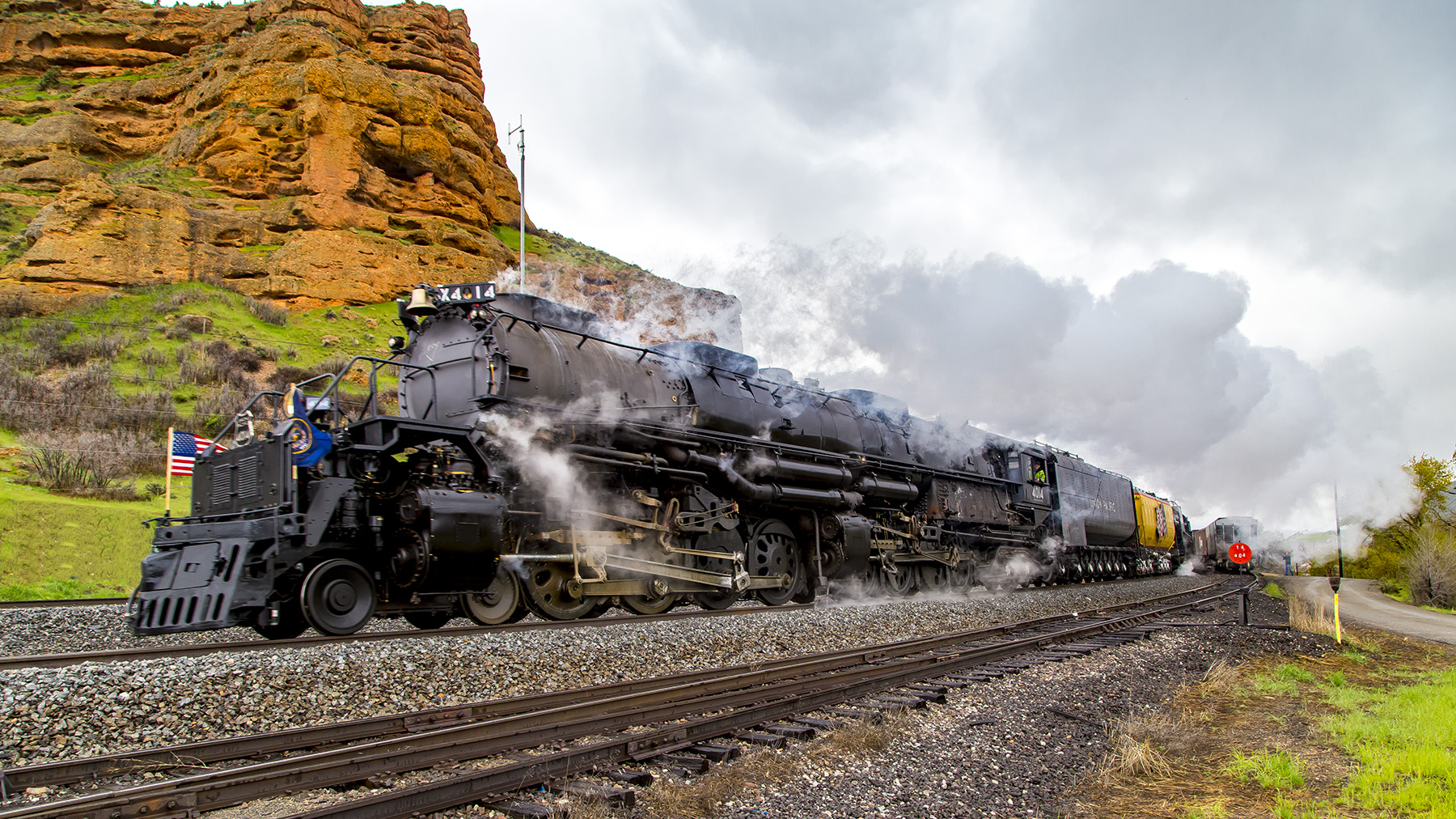
La Big Boy 4014 remise en service en 2019.

Cheyenne, dans le Wyoming, accueille le Steam Shop de l'Union Pacific. Cet atelier préserve la Big Boy 4014, plus grosse locomotive à vapeur en état de marche au monde, ainsi que la Northern FEF 844 (en), seule locomotive à vapeur d'un chemin de fer de classe I à n'avoir jamais été retirée du service.